# Herbert Arndt (Jurist)
Herbert Arndt (* 4. März 1906 in Schöneberg; † 7. Mai 1988 in Karlsruhe) war ein deutscher Jurist und von 1953 bis 1974 Richter am Bundesgerichtshof.

## Leben
Nach dem Abitur in Kolberg im März 1924 begann Arndt sein Studium der Rechtswissenschaften an der Friedrich-Wilhelm Universität Berlin und war – der damaligen Zeit entsprechend – parallel als Hilfsarbeiter bei der Commerz- und Privatbank in Berlin. Dort wurde er Mitglied der Berliner Burschenschaft Franconia (1950 durch Fusion auch der Berliner Burschenschaft der Märker). Im Sommersemester 1926 wechselte er an die Universität Kiel, dort bestand er im Februar 1928 das Referendarexamen. Im Sommer 1929 wurde er mit der Arbeit Die mutmaßliche Einwilligung als Rechtfertigungsgrund an der Universität Kiel zum Dr. jur. promoviert. Seine Referendariatsstellen leistete er in Berlin, Kolberg und zuletzt als Gerichtsreferendar in Stettin ab. Nach seinem Assessorexamen im Januar 1932 war er als Anwaltvertreter und Gerichtsassessor in Kolberg tätig. Zum 1. Mai 1933 trat Arndt der NSDAP bei (Mitgliedsnummer 3.540.200) und war ab Ende 1933 Amts- und Landrichter in Stettin sowie ab 1936 Landgerichtsrat in Altona/Hamburg. Im April 1937 zog er nach Lübeck und 1939 war er als Amtsgerichtsrat in Kiel beschäftigt. 
Im Zweiten Weltkrieg wurde er zunächst im September 1939 zum Kriegswehrdienst bei der Luftwaffe eingezogen und 1940 zum Leutnant der Reserve befördert. Anfang 1941 war er wieder zivil als Oberlandesgerichtsrat am Sondergericht in Kiel tätig und wurde Anfang 1945 noch als Wehramtsrichter erneut eingezogen.
Nach dem Krieg war er seit etwa 1948 als Landgerichtsdirektor in Kiel tätig. Von 1949 bis 1952 hatte er zusätzlich einen Lehrauftrag an der Universität Kiel. Der Prüfungskommission für die Große Juristische Staatsprüfung für Hamburg gehörte er seit 1951 an. Im Januar 1953 wurde er als Bundesrichter an den Bundesgerichtshof in Karlsruhe berufen. Dort war er zunächst im 3. und 2. Strafsenat tätig, vor allem aber ab 1959 im III. Zivilsenat. Seinen Ruhestand trat er im März 1974 an. Von 1957 bis 1974 war er Schriftleiter der Deutschen Richterzeitung.
Arndt heiratete am 6. Juni 1933 Lili Tiedemann. Zusammen hatten sie eine Tochter und einen Sohn.

## Veröffentlichungen
- Bundesnotarordnung. Köln, Berlin, Bonn, München : Heymann, 1974 (2. Aufl. 1982).
- Juristische Ausbildung. 3., völlig neu bearb. u. erw. Aufl. des bisher unter d. Titel Das Urteil ersch. Grundrisses. Schloß Bleckede a.d. Elbe: Meissner, 1972.
- Die Straßenverkehrssicherungspflicht in der Rechtsprechung des Bundesgerichtshofes. Köln, Berlin, Bonn, München: Heymann, 1968 (2. Aufl. 1973).
- Grundriss des Wehrstrafrechts; München & Berlin: Beck, 1958.
- Das Urteil;.Schloss Bleckede a.d. Elbe: Meissner, 1952.
- Die mutmaßliche Einwilligung als Rechtfertigungsgrund. Breslau: Schletter, 1929 (Reprint 1977).